# 雅伊尔·马鲁福
雅伊爾·馬魯福（Jair Marrufo，1977年6月7日—），美國足球球證，出生於德克薩斯州的厄爾巴索。他於2002年起替美國職業足球大聯盟執法，並於2007年成為國際足協的國際球證，得以為國際比賽裁決。翌年，獲委任為2008年北京奧運男子足球比賽的球證之一。接著，他為多屆的美洲金杯和世界盃外圍賽執法。2018年1月，他被選為當屆世界盃的球證之一。

## 資料來源
1. ↑  .   [2018-06-18]. （原始内容存档于2018-07-06）.